# Christiane Bräutigam
Christiane Bräutigam (* 1974 in Leipzig) ist eine deutsche Kantorin, Organistin und Dirigentin. Sie leitete die Kantorei der Evangelisch-reformierten Kirche zu Leipzig fast 22 Jahre lang und ist künstlerische Leiterin des von ihr initiierten Leipziger Musikfestivals „Klassik für Kinder“.

## Leben
Christiane Bräutigam ist die Tochter der Musikerin Maria Bräutigam und des Komponisten Volker Bräutigam. Sie studierte in Leipzig, Weimar und Lyon Kirchenmusik (A-Examen) und Orgel. Sie lernte Orgel bei Arvid Gast und Jean Boyer, Cembalo bei Christine Schornsheim und Dirigieren bei Georg Christoph Biller. Sie wurde 1. Preisträgerin des V. Concours d’Orgue de Lorraine.
Von 1999 bis Ende 2020 war Christiane Bräutigam Kirchenmusikerin an der Evangelisch-reformierten Kirche zu Leipzig. Sie ist seit 2005 Lehrbeauftragte im Fach Orgel der Abteilung Schulmusik an der Hochschule für Musik und Theater „Felix Mendelssohn Bartholdy“ Leipzig. Von 2008 bis 2021 unterrichtete sie an der Evangelischen Hochschule für Kirchenmusik Halle die Fächer Improvisation und künstlerisches und liturgisches Orgelspiel.
Im Herbst 2019 war sie eine von vier Bewerbern für die freigewordene Kantorenstelle an der Nikolaikirche Leipzig. Seit dem 1. Januar 2021 ist sie Kantorin an den evangelischen Kirchen in Torgau.
Christiane Bräutigam dirigiert regelmäßig Aufführungen chorsinfonischer Werke. Ein Schwerpunkt ihrer Tätigkeit ist die Leitung von Orchesterkonzerten für Kinder und das Erstellen eigener Konzepte zur Vermittlung klassischer Musik. Sie arbeitet dafür mit verschiedenen Orchestern wie dem Leipziger Barockorchester, dem Orchester der Musikalischen Komödie und dem Mitteldeutschen Kammerorchester zusammen. Auch leitet sie das Leipziger Ärzteorchester.
Christiane Bräutigam ist beim Wettbewerb „Jugend musiziert“ als Orgel-Jurorin engagiert. Regelmäßig gibt sie Konzerte in Deutschland, in zahlreichen europäischen Ländern und in Japan.

## Diskografie
Christiane Bräutigam hat 2004 eine Solo-CD an der Bach-Orgel der Thomaskirche zu Leipzig aufgenommen. 2010 folgte die CD „Stiller Mond und Sternenklang“ mit Jazz und Improvisationen. Sie wirkt immer wieder an verschiedenen CD-Produktionen mit.